# JR貨物UT7A形コンテナ
UT7A形コンテナ（UT7Aがたコンテナ）は、日本貨物鉄道（JR貨物）輸送用として籍を編入している20ft形の私有コンテナ（タンクコンテナ）である。

## 概要
本形式の数字部位 「 7 」は、コンテナの容積を元に決定される。また形式末尾のアルファベット一桁部位 「 A 」は、コンテナの使用用途（主たる目的）が 「 普通品（非危険品の輸送）」を表す記号として付与されている。

## 番台毎の概要

### 5000番台
5001 日本石油輸送所有、マナック借受、NBR-3専用

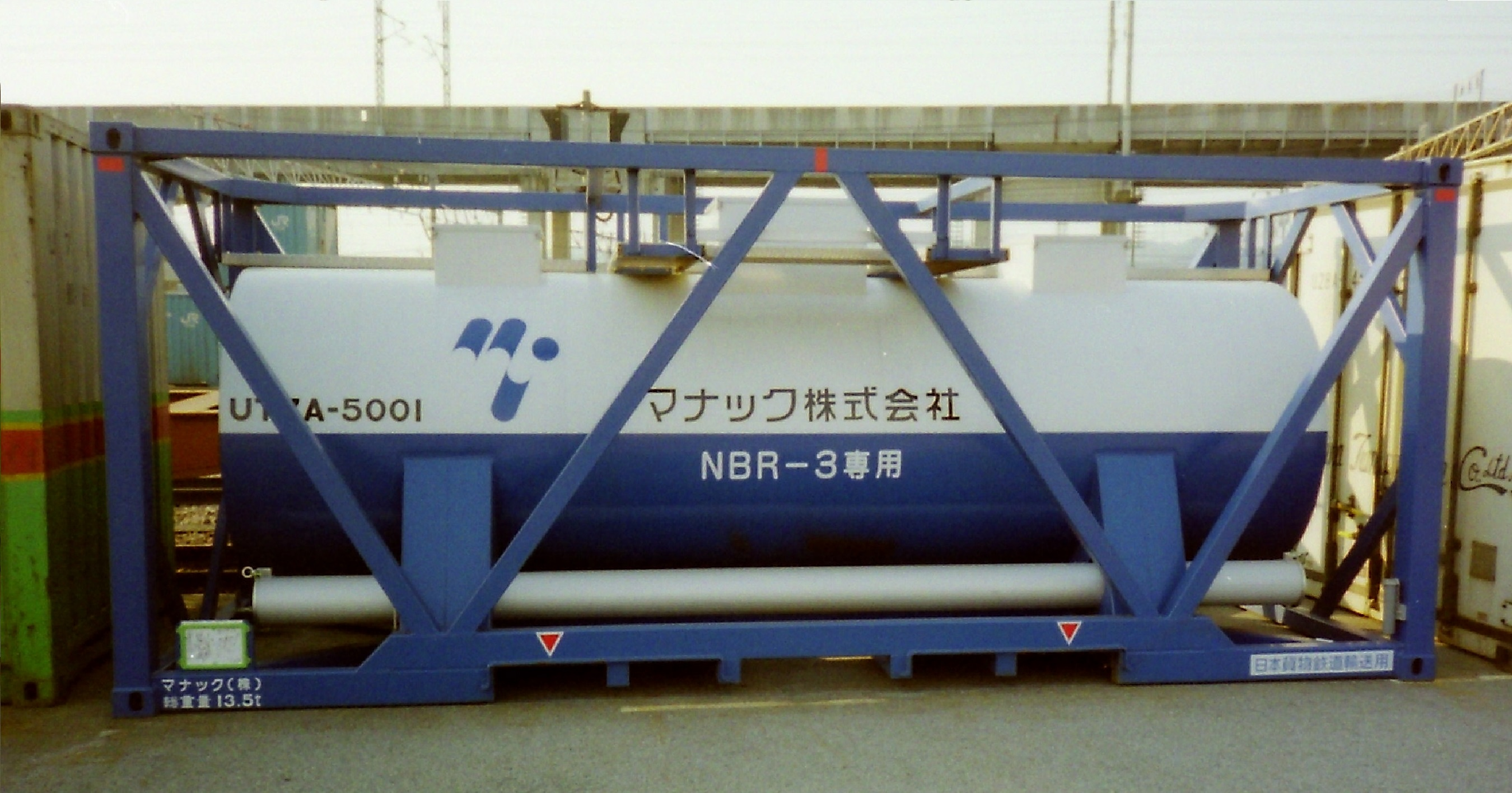
UT7A-5001

5002-5007 日陸所有、HFC245fa専用

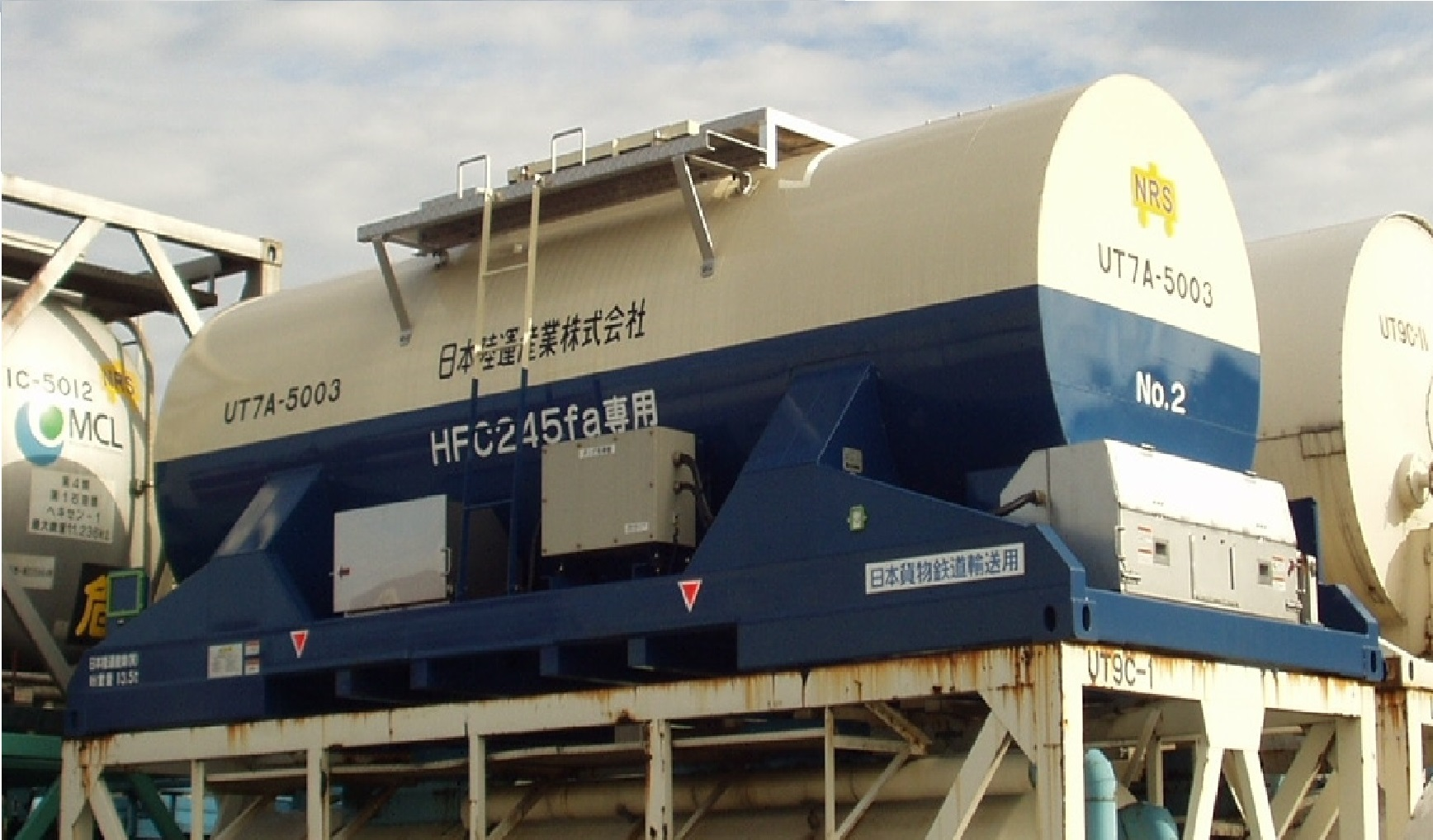
UT7A-5002

5008-5015 住化ロジスティクス所有、M-MDO専用

## 外部サイト
- コンテナの絵本
- コンテナ日和